# Justin Bartha
Justin Lee Bartha (21 de julho de 1978) é um ator estadunidense, conhecido por ter coprotagonizado em filmes como National Treasure, no papel de Riley Poole, e The Hangover, The Hangover: Part II e The Hangover Part III no papel de Doug Billings.

## Vida pessoal
Justin Bartha nasceu em Fort Lauderdale, na Flórida. Aos oito anos foi viver para West Bloomfield, no Michigan. O seu pai, Stephen, é um promotor imobiliário, já a sua mãe, Betty, é uma professora. Ele tem um irmão chamado Jeffrey. Bartha foi criado no seio de uma família é judaica reformista. Formou-se na West Bloomfield High School em 1996 e, posteriormente, mudou-se para Nova Iorque onde estudou teatro na Universidade de Nova Iorque.
Em 2008 começou a namorar a atriz Ashley Olsen, um relacionamento que durou até maio de 2011.
Em 2014 se casou com Lia Smith.

## Filmografia
| Cinema    | Cinema                             | Cinema                                         | Cinema                             | Cinema                      | Cinema    |
| Ano       | Filme                              | Título no Brasil                               | Título em Portugal                 | Papel                       | Notas     |
| --------- | ---------------------------------- | ---------------------------------------------- | ---------------------------------- | --------------------------- | --------- |
| 1999      | Tag                                |                                                |                                    | Kip Woffard                 | Curta     |
| 2003      | Gigli                              | Contato de Risco                               | Duro Amor                          | Brian                       |           |
| 2003      | Carnival Sun                       |                                                |                                    | Adam Roam                   | Curta     |
| 2004      | Strip Search                       |                                                |                                    |                             | Telefilme |
| 2004      | National Treasure                  | A Lenda do Tesouro Perdido                     | O Tesouro                          | Riley Poole                 |           |
| 2005      | Trust the Man                      | Totalmente Apaixonados                         | Jogos de Infidelidade              | Jasper Bernard              |           |
| 2006      | Failure to Launch                  | Armações do Amor                               | Como Despachar um Encalhado        | Ace                         |           |
| 2007      | National Treasure: Book of Secrets | A Lenda do Tesouro Perdido: Livro dos Segredos | O Tesouro: Livro dos Segredos      | Riley Poole                 |           |
| 2009      | The Station                        |                                                |                                    | Eric                        | Telefilme |
| 2009      | The Rebound                        | Novidades no Amor                              | Amor ao Acaso                      | Aram Finklestein            |           |
| 2009      | The Hangover                       | Se Beber, Não Case                             | A Ressaca                          | Doug Billings               |           |
| 2009      | Jusqu'à toi                        |                                                |                                    | Jack                        |           |
| 2009      | New York, I Love You               | Nova York, Eu Te Amo                           | New York, I Love You               | Sean Baker                  |           |
| 2009      | WWII in HD                         |                                                |                                    | Jack Werner                 | Voz       |
| 2010      | Holy Rollers                       |                                                |                                    | Yosef Zimmerman             |           |
| 2011      | The Hangover: Part II              | Se Beber, Não Case! Parte II                   | A Ressaca - Parte II               | Doug Billings               |           |
| 2011      | Dark Horse                         |                                                | Dark Horse - Diários de um Falhado | Richard                     |           |
| 2013      | The Hangover Part III              | Se Beber, Não Case! Parte III                  | A Ressaca - Parte III              | Doug Billings               |           |
| Televisão |                                    |                                                |                                    |                             |           |
| Ano       | Título                             | Papel                                          | Episódios                          | Notas                       |           |
| 2006      | Teacher                            | Jeff Cahill                                    | 6                                  | Elenco principal            |           |
| 2009      | Nyhetsmorgon                       | Baksmällan                                     | 1                                  | Programa de televisão sueco |           |
| 2012-2013 | The New Normal                     | David Murray                                   | 22                                 | Elenco principal            |           |